# Justo Zaldívar
Justo Zaldívar (San Alejo, alcaldía mayor de San Salvador, Capitanía General de Guatemala c. 1760s - San Miguel, Intendencia de San Salvador, Capitanía General de Guatemala c. 1812) fue uno de los principales líderes de los motines independentistas ocurridos en San Alejo en 1810 y 1811, por los que sería encarcelado en ambas ocasiones.

## Biografía
Justo Pastor Zaldívar nació en San Alejo, alcaldía mayor de San Salvador, Capitanía General de Guatemala por la década de 1770s. Junto con Valentín Porras propagaría ideas independentistas en mayo de 1810. Más adelante, cuando comenzó a funcionar la sede del tribunal de fidelidad en San Miguel, se ordenaría su detención; siendo aprisionado en el Castillo de Omoa (intendencia de Comayagua), donde fallecería Valentín Porras. Posteriormente, el 20 de febrero de 1811, fue clausurado el tribunal de fidelidad, por lo que quedaría en libertad.
El 10 de diciembre de 1811, impulsado por el primer movimiento independentista, junto con Juan José Mariona, Francisco Morales, Manuel Morales, Carlos Fajardo, entre otros; lideraría un motín con la intención de destituir al teniente subdelegado de San Alejo José María Ariza. Ante ello, la ciudad de San Miguel enviaría un contingente que detendría dicho motín.
Lograría escapar con algunos compañeros hacia Honduras por las riberas del río Goascorán, donde se encontrarían con las fuerzas del intendente de Comayagua. Es de mencionar, que el historiador Jorge Larde y Larín consideró que dicho intendente se trataba de José Gregorio Tinoco de Contreras; pero Tinoco ocupó ese puesto hasta el año de 1818, en cambio en ese entonces ocupaba interinamente el cargo de intendente de esa provincia Carlos González Castañón.
En el combate contra el intendente lograría herir a ese funcionario; pero sería capturado y llevado a las cárceles de San Miguel, donde fallecería pocos días después.